# Condado de Winneshiek
O Condado de Winneshiek é um dos 99 condados do estado norte-americano de Iowa. A sede do condado é Decorah, que é também a sua maior cidade. O condado tem uma área de 1787 km² (dos quais 1 km² está coberto por água), uma população de 21 310 habitantes, e uma densidade populacional de 12 hab/km² (segundo o censo nacional de 2000). O condado foi fundado em 1847 e recebeu o seu nome em homenagem a Winneshiek, chefe da tribo ameríndia dos Winnebagos.